# Бойе, Фридрих
Фри́дрих Бо́йе (нем. Friedrich Boie; 4 июня 1789, Мельдорф — 3 марта 1870, Киль) — немецкий юрист, орнитолог и энтомолог.

## Биография
Фридрих Бойе был братом герпетолога Генриха Бойе (1794—1827). Их отец Генрих Кристиан Бойе (1744—1806) был писателем. После ранней смерти своего брата Генриха на острове Ява Фридрих управлял его наследством и опубликовал письма брата, в которых тот описывал много новых видов рептилий и амфибий. Фридрих Бойе писал регулярно научные статьи в энциклопедической газете Лоренца Окена «Изида» (Isis), в том числе статью «Заметки о попытке Меррема систематизировать амфибий» (нем. Bemerkungen über Merrems Versuch eines Systems der Amphibien), которая была опубликована в 1827 году. 24 августа 1860 года Фридрих Бойе был принят в Немецкую академию естествоиспытателей Леопольдина. Бойе впервые описал такие рода птиц, как сычи (Athene), чернети (Aythya), длиннохвостые личинкоеды (Pericrocotus), виды чёрная глупая крачка (Anous minutus) и многокилевая болиерия (Bolyeria multocarinata).